# Kathedraal van Rochester
De kathedraal van Rochester, officieel de kathedraal van Christus en de Gezegende Maagd Maria (Engels: Cathedral Church of Christ and the Blessed Virgin Mary), is een kathedraal van de Kerk van Engeland in Rochester, Kent, Engeland. De kathedraal is de zetel van de bisschop van Rochester.

## Geschiedenis

### Angelsaksische kathedraal
Al in de 7e eeuw was er een kathedraal van het bisdom Rochester. In de loop van die eeuw raakte de kathedraal echter beschadigd. Het gehele bisdom raakte in verval. In 1066 maakte Willem de Veroveraar zijn halfbroer Odo van Bayeux bisschop, waardoor de kathedraal onder de hoede van Odo kwam. Onder Odo verslechterde de staat van de kathedraal.

### De kerk van Gundulf
Onder invloed van de aartsbisschop van Canterbury, Lanfranc van Bec, verloor Odo zijn bisschopstitel. Gundulf van Rochester werd de nieuwe bisschop van Rochester. Hij begon aan de bouw van een nieuwe kathedraal, die onder bisschop Johannes I van Rochester af werd gebouwd. Door branden in 1130 (of 1133), 1137 en 1179 raakte de kathedraal zwaar beschadigd.

### Verdere geschiedenis in de middeleeuwen
Rond 1190 werd de herbouw van de kathedraal gestart. In 1264 plunderden troepen van Simon V van Montfort, die een jaar later zou sneuvelen in de slag bij Evesham, de kathedraal. In 1343 werd de toren verhoogd. Doordat in de loop der tijd steeds werd doorgebouwd aan de kathedraal, zijn er invloeden zichtbaar uit de romaanse en gotische architectuur. 

### De kathedraal in de nieuwe tijd
In 1540 werd het klooster dat bij de kathedraal hoorde ontbonden door toedoen van de Engelse koning Hendrik VIII. De landerijen behorend bij de kathedraal werden geconfisqueerd door de kroon. Het gebouw zou vervolgens sterk in verval raken. Dit wordt geïllustreerd door de beschrijving van de kathedraal als een 'armzalige plek' door Samuel Pepys in een van zijn dagboeken. Ondanks de armzalige staat waarin de kathedraal verkeerde, bezochten enkele belangrijk personen uit die tijd diensten die nog steeds gehouden werden. Onder hen waren Elizabeth I van Engeland, in 1573, en Jacobus I van Engeland, in 1606. In 1633 bezocht William Laud, de toenmalige aartsbisschop van Canterbury, de kathedraal. Hij zorgde er, na de slechte staat van de kathedraal te hebben gezien, voor dat de kathedraal werd hersteld.
Niet veel later, tijdens de Engelse Burgeroorlog, werd de kathedraal geplunderd door troepen die het parlement steunden. De kathedraal raakte daarbij niet al te ernstig beschadigd. In de 18e eeuw zouden vervolgens verschillende bouwwerkzaamheden plaatsvinden.

### 19e eeuw-heden
In de 19e eeuw zou de kathedraal uitgebreid herbouwd worden, mede door de slechte staat van delen van de kathedraal. Onder andere de torens werden hersteld tot hun oorspronkelijke hoogte. In 2004 werd een fresco geschilderd ter ere van de 1400ste verjaardag van de kathedraal.